# Raïssa Bloch
Pour les articles homonymes, voir Gorlin et Bloch.
Raïssa Gorlin née Raïssa Bloch, connue pendant l'occupation allemande sous le pseudonyme de Michèle Miraille, née à Saint-Petersbourg le 17 septembre 1898 et morte assassinée à Auschwitz en 1943, est une éducatrice, historienne médiéviste et poétesse française d'origine russe.
Elle était l'épouse de l'écrivain russe Michel (Mischa) Gorlin, né le 11 juin 1909 à Pétrograd (Saint-Pétersbourg).

## Biographie
Elle est spécialiste d'études médiévales et docteur de plusieurs universités.
Michel et Raïssa arrivent de Berlin à Paris en 1934-1935.
La guerre éclate et, en 1941, Michel est interné au camp de Pithiviers. Malgré ses efforts, Raïssa ne parvient pas à éviter la déportation de son mari. Il est déporté par le Convoi No. 6, en date du 17 juillet 1942, de Pithiviers vers Auschwitz. Il a 33 ans.
Au printemps 1942, elle accompagne de jeunes polonaises juives, arrivant avec le Docteur et Madame Marklin, au centre d'hébergement de Vic-sur-Cère fondé par l'Œuvre de secours aux enfants (OSE), où elle devient chef-éducatrice sous le pseudonyme de Michelle Miraille de nationalité française.
Elle est arrêtée alors qu'elle tente de passer en Suisse à Certoux mais est refoulée vers Annemasse. Elle est déportée sans retour vers Auschwitz par le convoi n° 62.

## Œuvres
- 1957 : Deux études littéraires et historiques, avec Michel Gorlin, Avant-propos d'André Mazon, Paris, 1957, Bibliothèque de l'Institut d'études slaves de l'Université de Paris, volume XXX.
- 1940 : Traduction du De quadra medicinali dom, de  Sedulius Scottus. in R.H.P.
- 1931 : Verwandschaftliche Beziehungen des sächsischen Adels zum russischen Fürstenhause im 11. Jahrhundert
- 1931 : "Studien zur lateinischen Dichtung des Mittelalters". Ehrengabe für Karl Strecker zum 4.September 1931, Raïssa Bloch, W. Stach und Wather
- "The Vocabulary of the Letters of Saint Gregory the Great, a Study in Late Latin Lexicography. Diss", Raïssa Bloch, James Francis O'Donnel
- "The Language of the Eighth-Century Texts in Northern France, a Study of the Original Documents in the Collection of Tardif and Other Sources", Raïssa Bloch, Mario A. Pei
- 1930 : "Die Klosterpolitik Leos IX. in Deutschland, Burgund und Italien", Archiv für Urkundenforschung, 11, 1930, p. 176-257.

## Sources et références
- Françoise Waquet, "Agnès Graceffa, Une femme face à l’histoire. Itinéraire de Raïssa Bloch, Saint-Pétersbourg - Auschwitz", Revue d’histoire des sciences humaines, n° 43, 2023, p. 227-229. https://journals.openedition.org/rhsh/8924
- Limore Yagil, Chrétiens et Juifs sous Vichy, 1940-1944: sauvetages et désobéissance civile, Paris, 2005, Éditions du Cerf
- Sabine Zeitoun, L'Œuvre de secours aux enfants (O.S.E.) sous l'Occupation en France: du légalisme à la résistance (1940-1944), Paris, 1999, L'Harmattan. Préface de Serge Klarsfeld
- Archives départementales du Cantal, 1 W 213
- Correspondances concernant Raïssa Gorlin,
- Agnès Graceffa, Une femme face à l'Histoire- Itinéraire de Raïssa Bloch, Saint-Pétersbourg-Auschwitz,1898-1943, Paris, octobre 2017, Éditions Belin , coll. « Histoire »,  (ISBN 978-2-410-01122-7)
- Serge Klarsfeld. Le Mémorial de la déportation des Juifs de France. Beate et Serge Klarsfeld: Paris, 1978. Nouvelle édition, mise à jour, avec une liste alphabétique des noms.FFDJF (Fils et Filles des Déportés Juifs de France), 2012.